# VPS45
VPS45‏ (Vacuolar protein sorting 45 homolog) هوَ بروتين يُشَفر بواسطة جين VPS45 في الإنسان.